# Touche-à-tout (film)
Pour les articles homonymes, voir Touche-à-tout.
Pour plus de détails, voir Fiche technique et Distribution.
Touche-à-tout est un film français réalisé par Jean Dréville et sorti en 1935.

## Synopsis
Un jeune surveillant est renvoyé de son lycée après avoir égaré ses élèves lors d’une sortie. Il fait fortune et se prélasse sur la Côte d’Azur. Une jeune femme de chambre vient à son aide avant qu’il ait tout perdu. Elle lui révèle qu'elle est en fait une romancière à succès.

## Fiche technique
- Réalisation : Jean Dréville
- Scénario : Roger Ferdinand d'après sa pièce
- Décors : Léon Barsacq et Robert Paul
- Photographie : Léonce-Henri Burel, Billy Elsom
- Musique : Jacques Dallin
- Montage : Jean Dréville, Raymond Leboursier
- Société de production	: Les Films Roger Ferdinand
- Pays de production :  France
- Format : Noir et blanc  - 1,37:1 - 35 mm - Son mono
- Genre : Comédie
- Durée : 117 minutes
- Date de sortie : 
  - France - 1 novembre 1935

## Distribution
- Fernand Gravey : Georges Martin dit Touche-à-Tout
- Suzy Vernon : Madeleine
- Colette Darfeuil : Madame Corbin
- Pierre Palau : Monsieur Corbin
- Jules Berry : Bressac
- Robert Clermont : Le maître d'hôtel
- Geno Ferny : Le notaire
- Pierre Feuillère : Le collègue
- Bernard Optal : Le liftier
- Guy Rapp : Le réceptionniste

## Autour du film
- L'intrigue ressemble à celle de Grande Dame d'un jour de Frank Capra en 1933, mais le film n'a pas rencontré le même succès[1].